# Tam Nghĩa
Tam Nghĩa is een xã in het district Núi Thành, een van de districten in de Vietnamese provincie Quảng Nam. Tam Nghĩa heeft ruim 11.800 inwoners op een oppervlakte van 51,68 km².

## Geografie en topografie
Tam Nghĩa ligt in het zuidoosten van de huyện. In het oosten ligt het aan de Zuid-Chinese Zee. In het zuiden grenst het aan de huyện Bình Sơn in de provincie Quảng Ngãi.

## Verkeer en vervoer
Een van de belangrijkste verkeersaders is de Quốc lộ 1A. Deze weg verbindt Lạng Sơn met Cà Mau. Deze weg is gebouwd in 1930 door de Franse kolonisator. De weg volgt voor een groot gedeelte de route van de AH1. Deze weg Aziatische weg is de langste Aziatische weg en gaat van Tokio in Japan via verschillende landen, waaronder de Volksrepubliek China en Vietnam, naar Turkije. De weg eindigt bij de grens met Bulgarije en gaat vervolgens verder als de Europese weg 80.
Ook de Spoorlijn Hanoi - Ho Chi Minhstad gaat door Tam Nghĩa. Tam Nghĩa heeft geen eigen spoorwegstation aan deze spoorlijn. Ook is er een vliegveld in Tam Nghĩa. Dit is de Luchthaven Chu Lai. Vanaf dit vliegveld kunnen er alleen binnenlandse vluchten gemaakt worden naar Internationale Luchthaven Tân Sơn Nhất in Ho Chi Minhstad of Internationale Luchthaven Nội Bài in Hanoi.